# Патрік Оутен
Патрік Оутен (англ. Patrick Oaten, 1 січня 1953) — канадський тренер з водного поло.
Учасник Олімпійських Ігор 2016 року. Бронзовий медаліст Чемпіонату світу з водних видів спорту 2005 року, срібний 2009 року.